# 小琉球池隆宮
22°20′47″N 120°23′13″E / 22.3462918°N 120.3868512°E
小琉球池隆宮位於臺灣屏東縣琉球鄉漁福村三民路83號，是一座主祀池府千歲的廟宇，為漁埕尾庄頭廟。

## 緣起
- 清乾隆期間，穎川陳任的祖先由故鄉福建恭請池府千歲金身渡海來臺，於小琉球定居，池府千歲金身供奉於自宅中，因神威顯赫，屢現神蹟，遂於自宅開設鸞堂，奉池府千歲為主神，為神服務，為民辦事[2]。

- 一日手輦問事時，忽有一神聖報頭銜為李府千歲，欲協助池府千歲濟世，李府千歲在「陳家祖宅」濟世一段時日後，希望諸生能為祂雕刻金身，詢問李府千歲來歷，祂回道：「中福村濟陽」，陳姓族人便至中福村與濟陽蔡姓族人（李府千歲係為中福村蔡論的祖先於清同治期間由大陸恭請）商討恭請至陳家祖宅供俸，後因蔡姓族人 欲將李府千歲請回，陳姓族人便另乞香火塑刻金身供奉。

- 清道光期間，某日手輦問事時，有一神聖報頭銜為李哪吒三太子，哪吒三太子在「陳家祖宅」濟世一段時日後，希望諸生能為祂雕刻金身，眾人乃集資雕刻金身供奉。

- 十年後某日問事時，另有一神聖報頭銜為保生大帝，保生大帝在「陳家祖宅」濟世一段時日後，希望諸生能為祂雕刻金身，眾人乃集資雕刻金身供奉。

- 陳家祖宅眾神神威顯赫，且各由乩童降鸞救世，鸞堂早期由陳庭為管理人。

- 1956年入廟前眾人與隴西李姓族人商討恭請其奉祀伍府千歲（於清道光期間由故鄉迎請）一併安座正殿（後因李姓族人 欲將伍府千歲請回，信眾便另乞香火塑刻金身供奉），另於入廟時一併舉行福德正神、境主公、虎爺入神儀式。

- 1971年左右的某日，池府千歲借由乩身蔡得發先生下達建造乙艘王船俾利替天行道、護佑黎民百姓的神諭，時任主委陳勤先生接獲池府千歲聖諭後，決定延聘蔡萬能先生負責建造，建造期間有不週延、不恰當之處，王爺公總會託夢指點修正，歷經半年終於完成，此為琉球鄉第一艘王船其名為「飛輪號」，係由岳府王船大爺所掌管，飛輪號神威顯赫，每年農曆元月十五日為其建造紀念日，迄今仍保祐信眾滿載盈歸。

- 1978年左右，池隆宮手輦辦事時，有一神聖初始降駕時報頭銜為上元一品天官賜福紫微大帝，數次後因頭銜過長造成當時桌頭常誤解其意，故於某次表示化名為天元千歲並欲在琉球鄉興基，因神威顯赫，故信眾集資雕刻金身，此為天元千歲由來。

## 廟宇興建及改建
- 陳家祖宅在鸞生日見增加後，諸生深感空間狹窄，1955年九月，前琉球鄉長王海，夢中受池府千歲指示興建廟事，遂與諸生決議建廟，並由李登無償提供廟地，於1956年六月完工。
- 五十多年後，廟體已有斑駁頹廢現象，經合議於2007年農曆八月動工，於2009年農曆八月十六日舉行入廟安座。

## 祀神
（以神明方向區分左、右側）
- 正殿：主祀池府千歲、左側祀奉李府千歲及保生大帝、右側祀奉哪吒三太子及伍府千歲與五營兵將，左龕奉祀境主公，右龕奉祀福德正神、虎爺及王船[3]（飛輪號）。
- 左廂殿奉祀天元千歲、太歲星君牌位。
- 右廂殿奉祀包府千歲、陪祀池府千歲、伍府千歲、王朝、馬漢、張龍、趙虎，並設置虎頭鍘、狗頭鍘，當地稱為五靈陰陽壇，廟方人員表示早期包府千歲與池府千歲共用乩童，降駕時必睡由108顆釘子釘成的釘床（存放於內殿），頭部墊金紙外以上半身赤裸躺在釘床上，有時並左右翻身，然後再起身辦案，非常獨特，除了審理陰陽糾結之事外，習俗上若有親人往生則子孫會上香秉告祈求包府千歲給予親人通關照應。

## 池府千歲來歷
小琉球池隆宮池府千歲，非一般的池姓系統（如廈門市馬巷元威殿池府千歲-池然、臺南市北門區南鯤鯓代天府池府千歲—池夢颩、台南蚵寮保安宮深山尉池王-池金煥），而是屬非池姓系統（如臺南市馬兵營保和宮池府王爺—荊雲騰），依據廟方人員表示小琉球池隆宮池府千歲係黃帝開國朝臣，黃阜人氏，本姓劉，當年因奉命赴洛陽附近池縣接任縣令，沿途遇一奉玉旨下毒之小童，帶藥一包欲毒疫轄內百姓，池府想未上任規事，而百姓先遭瘟疫，於心不忍，便精思良策，藉口好奇想借看藥物，將小童藥物奪取服下，不惜生命，為救百姓捐軀，滿身變黑，玉旨調回池府魂魄審問，認為善行可嘉且因池縣百姓而亡，便敕封為池府千歲並令其為代天巡狩兼監斬官銜可先斬後奏，昇歸正神，受百姓永懷敬仰。

## 外部連接
- 小琉球池隆宮的Facebook專頁

1. ↑  . Taiwan temple     台灣寺廟網.   [2018-08-06]. （原始内容存档于2018-08-06） （中文（臺灣））.
2. ↑  . 文化資源地理資訊系統.   [2018-08-06]. （原始内容存档于2018-08-06） （中文（臺灣））.
3. ↑  . liuqiu.pthg.gov.tw.   [2018-08-06]. （原始内容存档于2018-08-06）.